# Xu Mengtao
Xu Mengtao (en chino: 徐夢桃; Jilin, 12 de julio de 1990) es una deportista china que compite en esquí acrobático, especialista en la prueba de salto aéreo.
Participó en cuatro Juegos Olímpicos de Invierno, obteniendo en total tres medallas, plata en Sochi 2014 (individual) y dos en Pekín 2022, oro en la prueba individual y plata por equipo mixto, el sexto lugar en Vancouver 2010 y el noveno en Pyeongchang 2018.
Ganó ocho medallas en el Campeonato Mundial de Esquí Acrobático entre los años 2009 y 2025.

## Medallero internacional
| Juegos Olímpicos   | Juegos Olímpicos             | Juegos Olímpicos  | Juegos Olímpicos             |
| Año                | Lugar                        | Medalla           | Prueba                       |
| ------------------ | ---------------------------- | ----------------- | ---------------------------- |
| 2014               | Sochi (Rusia)                | Medalla de plata  | Salto aéreo                  |
| 2022               | Pekín (China)                | Medalla de oro    | Salto aéreo                  |
| 2022               | Pekín (China)                | Medalla de plata  | Salto aéreo por equipo mixto |
| Campeonato Mundial |                              |                   |                              |
| Año                | Lugar                        | Medalla           | Prueba                       |
| 2009               | Inawashiro (Japón)           | Medalla de plata  | Salto aéreo                  |
| 2011               | Deer Valley (Estados Unidos) | Medalla de plata  | Salto aéreo                  |
| 2013               | Oslo/Voss (Noruega)          | Medalla de oro    | Salto aéreo                  |
| 2015               | Kreischberg (Austria)        | Medalla de bronce | Salto aéreo                  |
| 2017               | Sierra Nevada (España)       | Medalla de bronce | Salto aéreo                  |
| 2019               | Park City (Estados Unidos)   | Medalla de bronce | Salto aéreo                  |
| 2019               | Park City (Estados Unidos)   | Medalla de plata  | Salto aéreo por equipos      |
| 2025               | Engadina (Suiza)             | Medalla de plata  | Salto aéreo                  |